# DePatie-Freleng Enterprises
DePatie/Freleng Enterprises (também conhecida como Mirisch/Geoffrey-DePatie/Freleng Productions quando envolvidos com os irmãos Mirisch e Geoffrey Productions e DFE Films) foi uma companhia de animação baseada em Hollywood, ativa de 1963 a 1981.
A DFE foi fundada após o fechamento do famoso departamento de animação Termite Terrace da Warner Bros. Dois profissionais de animação, o veterano Friz Freleng e David H. DePatie se associaram e fundaram a DFE. Muitos dos animadores com quem haviam trabalhado na Warner nos anos 1950 e 1960 juntaram-se a eles.
DFE produzia desenhos animados para televisão, comerciais e aberturas para filmes. Destacam-se os títulos de filmes da série Pink Panther (Pantera Cor-de-Rosa) e curtas de animação, bem como as adaptações de desenhos animados baseados em obras do Dr. Seuss feitos para a CBS e a ABC. A maioria das Produções da DFE são de propriedade da Marvel Entertainment (uma subsidiária da The Walt Disney Company), com algumas exceções.
Juntamente com Hanna-Barbera Productions e Filmation, foram responsáveis pela maioria dos desenhos animados exibidos nas manhãs de sábado nos EUA nos anos 1970; e na programação infantil televisiva de vários países, inclusive o Brasil.

## Origens
DFE foi fundada por dois ex-funcionários da Warner Bros. Cartoons, o diretor, compositor e produtor Friz Freleng e o executivo David H. DePatie, após a Warner Bros. fechar seu estúdio de animação em 1963. Embora Freleng e DePatie não estivessem trabalhando para a Warner Bros., um gesto generoso de um executivo da Warner permitiu Freleng e DePatie usar o locar onde era produzido os desenhos animados no estúdio da Warner na California Street, em Burbank, completo com equipamentos e suprimentos para alguns dólares a cada ano. Embora o negócio inicial de DFE tenham sido comerciais e filmes industriais, vários golpes de sorte colocaram o novo estúdio no mercado dos desenhos animados para a televisão.
O diretor de cinema Blake Edwards contactou DFE e pediu-lhes para desenhar um personagem pantera para o novo filme de Edwards, A Pantera Cor-de-Rosa. Satisfeito com o projeto para o personagem, Edwards contratado com DFE para produzir as sequências de abertura animada para o filme. No momento do lançamento do filme, as sequências acumularam uma quantidade enorme de atenção, tanto que se acredita o sucesso do filme tenha sido por causa das sequências produzidas pela DFE.
DFE logo concordou com um contrato com a United Artists para produzir uma série de curtas animados que caracterizam a Pantera Cor-de-Rosa, que incluiria mais de 100 curtas tanto para lançamento nos cinemas e na televisão até 1980. Também em 1964, a DFE fez um acordo com a Warner Bros. Produziriam as novas séries de personagens Looney Tunes, principalmente os desenhos do Show do Ligeirinho e Patolino. Com a Format Films lançariam a série do Papa-Léguas. No entanto, os critérios rigorosos acerca de direitos de autor fizeram com que nem todos os personagem retornassem, como o Pernalonga ou o Frangolino.
Foram produzidos especiais (notavelmente uma linha de adaptações de Dr. Seuss feitas para CBS). Um dos especiais de TV foi O Urso Que Dormiu Através do Natal, com Tommy Smothers gravando a voz do pequeno urso que queria conhecer o Natal no mundo humano enquanto seus companheiros de espécie hibernavam nas cavernas.
A DePatie-Freleng também fez a abertura animada da série cômica Jeannie é um Gênio, criada e produzida por Sidney Sheldon para a Screen Gems/Columbia Pictures, entre 1965 e 1970.

## Últimos anos
A inflação, o aumento dos custos de produção de desenhos animados, e as pressões da produção de séries de TV fez a qualidade da produção do DFE a cair na década de 1970 meio-de-final. Em 1981, Freleng e DePatie venderam a DFE Films para a Marvel Comics, e Freleng voltou a Warner Bros. Animation, que a Warner Bros tinha reaberto ao ano anterior, para produzir uma série de filmes que caracterizam desenhos da Warner com novas cenas de conexão. DePatie fez a transição para se tornar o chefe da Marvel Productions, como a DFE foi renomeada.
Embora Marvel tenha produzido desenhos animados, principalmente de super-heróis e séries de animação baseado em linhas de brinquedos licenciados (incluindo propriedades da Hasbro), ele continuou a produzir novas produções da Pantera Cor de Rosa. Metro-Goldwyn-Mayer Animation, mais tarde, em 1993, fez uma série revival da Pantera cor de Rosa como uma joint venture entre a MGM, Mirisch-Geoffrey-DePatie-Freleng e United Artists, uma década após a fusão da DFE com a Marvel e da Mirisch/UA com a MGM.
Na década de 1990, a Marvel vendeu seu catálogo animação para a Saban. Em 2001, Saban, Family Fox e Fox Kids foram vendidos para a The Walt Disney Company, com o material de Dr. Seuss e todas as outras propriedades licenciadas pertencentes aos seus respectivos proprietários. A Disney também comprou a Marvel Comics em 2009, trazendo bibliotecas de todos os desenhos da Marvel produzidos pela DFE; todas estas propriedades são agora distribuídas pela Disney-ABC Domestic Television. (Neste momento, no entanto, os direitos autorais, tanto para The Houndcats e The Barkleys parecem não terem sido renovados, e são, portanto, de domínio público.)
Embora o catálogo de televisão muitas vezes mudou de mãos ao longo dos anos, os desenhos continuam a ser propriedade de seus distribuidores originais: United Artists (através da sua atual empresa controladora, MGM) para a Mirisch de desenhos animados e Warner Bros para os curtas de Looney Tunes / Merrie Melodies.

## Produção
Durante os anos 60/70 DePatie-Freleng criaria outros personagens animados para a televisão, a saber:
- A Pantera Cor-de-Rosa
- Super 6
- Super Presidente
- Meu amigo, o tubarão
- Bombom e Maumau
- A Formiga e o Tamanduá
- Toro e Pancho
- A Cobrinha Azul
- Xerife Hoot Kloot
- O Poderoso Cachorrão
- O Garça E A Dragonave
- De volta ao Planeta dos Macacos
- Missão Quase Impossível
- Os Caretas
- Os Cometas
- O Sombra
- Grump, o feiticeiro trapalhão
- Mulher-Aranha
- O Inspetor